# Harry Potter và Hoàng tử lai
Harry Potter và Hoàng tử lai (tiếng Anh: Harry Potter and the Half-Blood Prince) là phần 6 trong bộ tiểu thuyết Harry Potter của tác giả J.K. Rowling, được xuất bản cùng lúc trên toàn thế giới vào ngày 16/7/2005, bán được hơn 6,9 triệu cuốn tại Mỹ trong 24 giờ đầu tiên. Tại Việt Nam, cuốn sách được Nhà xuất bản Trẻ xuất bản theo bản dịch của tác giả Lý Lan vào ngày 24/9/2005. Cuốn sách được hãng Warner Bros chuyển thể thành phim và công chiếu lần đầu tại Anh vào ngày 7/7/2009.

## Nội dung
Voldemort trở lại kéo theo một thời đại đen tối. Lũ Tử thần Thực tử tàn phá khắp nơi, đồ sát vô tội vạ, thậm chí tàn phá thế giới Muggle. Ngày nọ, cụ Dumbledore xuất hiện tại nhà Dursley và đưa Harry đến một ngôi làng để gặp vị giáo sư nghỉ hưu là Horace Slughorn, cựu giáo viên môn Độc dược và là cựu Chủ nhiệm Nhà Slytherin. Ông hiện tại bị lũ Tử Thần Thực Tử truy nã, phải thay đổi nơi ở liên tục. Mục đích của cụ Dumbledore là muốn Slughorn trở lại dạy học và canh chừng Harry, và Slughorn đã đồng ý. Cụ sau đó đưa Harry đến nhà Weasley. Cả Hermione và Fleur Delacour, giờ là bạn gái của Bill, cậu cả nhà Weasley cũng ở đây. Ron cho biết cha mẹ không muốn cậu và Ginny đến Hogwarts, và cha mẹ của Hermione cũng vậy. Harry trấn an rằng Hogwarts luôn là nơi an toàn nhất, vì có cụ Dumbledore ở đó.
Vào một ngày mưa gió, Bellatrix Lestrange cùng chị gái là Narcissa Malfoy, mẹ của Draco đến nhà của Snape. Narcissa rất lo lắng vì mệnh lệnh mà Chúa tể Hắc ám giao cho Draco. Snape hứa sẽ bảo vệ Draco và giúp nó hoàn thành nhiệm vụ. Bellatrix bắt cả hai lập lời thề Bất Khả Bội - lời thề mà kẻ làm trái sẽ chết ngay lập tức.
Hôm sau, Harry, Ron và Hermione đến Hẻm Xéo giờ đã tan hoang, trừ tiệm giỡn Wỉ Woái của Fred và George. Cả bọn thấy Draco cùng mẹ của nó tham gia nghi lễ gì đó cùng đám Tử thần Thực tử ở tiệm Borgins & Burkes. Trên tàu, Harry trốn lên chỗ để hành lý của Draco để điều tra nhưng bị nó phát hiện. Nó làm đông cứng cậu và dồn toàn bộ căm hận vào cú đá làm cậu gãy mũi, vì cậu đã khiến cha nó bị tống vào Azkaban. Harry bất động với cái mũi bị gãy, rất may là Luna ở đó để cứu cậu. Tại bữa tiệc đầu năm, cụ Dumbledore thông báo thay đổi vị trí giáo viên. Giáo sư Slughorn trở lại với môn Độc dược, và môn Phòng chống Nghệ thuật Hắc ám sẽ được Snape phụ trách. Cụ cũng thông báo an ninh của trường sẽ được thắt chặt, và dặn các học sinh phải giữ mình, vì một học sinh tài giỏi, chăm chỉ như Tom Riddle cũng có thể trở thành Chúa tể Hắc ám.
Dù đối mặt với tương lai đen tối, năm học vẫn tiếp diễn như bình thường. Harry và Ron được đặc cách học lớp Độc dược của thầy Slughorn, dù điểm số môn này của cả hai ở kỳ thi năm ngoái là không đủ để được học tiếp. Cả hai không chuẩn bị sách, phải dùng những cuốn sách cũ trong tủ sách ở lớp. Thầy Slughorn yêu cầu cả lớp điều chế dung dịch Cái Chết Đang Sống, phần thưởng là lọ Dung Dịch May Mắn. Harry vớ được cuốn sách với vô số ghi chép chằng chịt ghi lại cách điều chế khác hẳn chỉ dẫn ở trong sách. Cậu làm theo và đã thành công. Sau đó cậu được gọi lên phòng Hiệu trưởng. Cụ Dumbledore gửi lời khen của thầy Slughorn đến cậu. Cụ cũng cho cậu biết lý do cụ muốn gặp riêng cậu là cho cậu xem ký ức về lần đầu tiên cụ gặp Tom Riddle năm 10 tuổi. Chính cụ không ngờ việc cho Tom đi học tại Hogwarts lại gián tiếp tạo ra một Chúa tể Hắc ám. Cụ cũng tiết lộ lý do thật sự của việc mời thầy Slughorn trở lại là do ông đang giữ ký ức quan trọng về Tom Riddle, và yêu cầu Harry phải lấy được nó bằng mọi giá để đánh bại Voldemort.
Về phần cuốn sách kỳ lạ kia, Harry vì hứng thú nên đọc mọi lúc mọi nơi khiến bạn bè của cậu khó chịu. Cậu cũng không thể giấu nó lâu hơn được nữa. Hóa ra nó từng thuộc về một học sinh có bí danh "Hoàng Tử Lai". Ron hiện tại cũng được chỉ định làm Huynh trưởng của Nhà Gryffindor, và là thủ môn của đội Quidditch, còn có một fan cứng là Lavender Brown. Cô bé liên tục hò hét tên của Ron trong trận đấu khiến Hermione rất ngứa mắt và khó chịu.
Hôm sau, Harry, Ron và Hermione đến quán Ba Cây Chổi, và được thầy Slughorn mời dự tiệc Giáng Sinh. Cả bọn thấy Ginny hẹn hò với Dean Thomas, khiến Ron điên tiết và Harry cảm thấy ghen tuông, vì cậu cũng có tình cảm với Ginny sau khi chia tay Cho Chang. Khi ra về, cả ba thấy một cảnh tượng kinh hoàng: một cô bé tên là Katie Bell bị vong nhập và ngất xỉu, bên cạnh là sợi dây chuyền bị yểm bùa. Cả bọn cũng thấy Draco lảng vảng quanh quán nên nghi ngờ nó là thủ phạm. Tối đó, cả ba đến dự tiệc Giáng Sinh của thầy Slughorn. Sau bữa ăn, Harry gặp riêng Slughorn để cố gắng lấy thông tin về Tom Riddle năm xưa, nhưng bị ông đuổi đi ngay lập tức. Ron hôm sau đã trở thành người hùng của đội Quidditch và chấp nhận lời tỏ tình của Lavender, để lại Hermione ghen tuông và tổn thương sâu sắc.
Harry trở về Trang trại Hang sóc trong kỳ nghỉ cùng gia đình Weasley, Hermione, thầy Lupin và Nymphadora Tonks. Nhưng một đêm, Bellatrix cùng đám Tử Thần Thực Tử xuất hiện và dụ Harry vào đầm lầy. Harry lập tức đuổi theo, khiến tất cả cũng phải bám theo cậu. Nhưng khi quay lại thì căn nhà đã bị thiêu rụi, khiến Harry rất hối hận. Trở lại trường, cụ Dumble lại gặp riêng Harry để cho xem nốt ký ức về Tom Riddle, lúc này là một trong những học sinh xuất sắc nhất Hogwarts và rất được Slughorn ưu ái. Sau bữa tiệc Giáng Sinh, Tom hỏi slughorn về Trường Sinh Linh Giá nhưng bị ông mắng và đuổi đi. Cụ Dumbledore khẳng định ký ức này đã bị chỉnh sửa vì Slughorn đã quá nhục nhã về điều đó. Cụ yêu cầu Harry phải lấy được ký ức thật sự.
Ngày Valentine, Ron trúng tình dược của Ronmilda, và Harry phải nhờ thầy Slughorn chữa trị. Nhưng khi uống một ngụm rượu, Ron liền lên cơn co giật. Hóa ra có kẻ đầu độc chai rượu mà Slughorn định tặng cho cụ Dumbledore. Khi hồi phục, Ron thì thầm tên Hermione, khiến Lavender tức giận và bỏ đi. Harry nghi ngờ Draco là thủ phạm nên bám theo, và dồn nó vào nhà vệ sinh. Cả hai đánh nhau, và Harry dùng câu thần chú "Sectumsempra", học được từ cuốn sách của Hoàng Tử Lai, nhưng làm Draco bị thương rất nặng. Rất may, Snape can thiệp kịp thời và cứu sống nó. Sau chuyện đó, Ginny khuyên Harry không nên giữ cuốn sách nữa và cất nó trong Phòng Yêu Cầu. ở đây, cả hai phát hiện một chiếc Tủ Biến Mất, nhưng không quan tâm đến nó lắm. Ginny cũng bày tỏ tình cảm với Harry, do cô bé đã chia tay Dean Thomas từ lâu. Cô bé tiến đến hôn Harry, trong khi lén giấu cuốn sách đi.
Hôm sau, Harry dùng Dung Dịch May Mắn để lấy ký ức từ Slughorn. Cả hai gặp nhau tại lều của Hagrid khi đang tưởng niệm cho cái chết của Aaragog. Tại căn lều, Harry cuối cùng thuyết phục thành công thầy Slughorn đưa cho cậu ký ức thật sự, cho thấy Slughorn đã giải thích tất cả cho Tom Riddle về Trường Sinh Linh Giá - những đồ vật mà người ta có thể cất giữ linh hồn của mình để giữ cho bản thân sống sót, kể cả thân xác bị phá hủy, nói dễ hiểu là trở nên bất tử. Harry và cụ Dumbledore đều shock khi biết Tom đã xé linh hồn để tạo không chỉ một mà là rất nhiều Trường Sinh Linh Giá. Cụ cho biết cuốn nhật ký của Tom và cả chiếc nhẫn gia truyền của mẹ hắn đều là Trường Sinh Linh Giá. Cụ sau đó đưa Harry đến hòn đảo hoang là nơi cất giữ một Trường Sinh Linh Giá, và yêu cầu Harry phải làm theo mọi điều cụ bảo. Trên đảo có hang động dẫn đến một hồ nước và giữa hồ là một chậu độc dược. Cụ Dumbledore nói rằng dưới cái chậu này là một Trường Sinh Linh Giá và Harry phải ép cụ uống hết chỗ độc dược, làm Trường Sinh Linh Giá hiện ra. Sau khi cụ uống hết chỗ độc dược và yếu đi, Harry tìm thấy Trường Sinh Linh Giá là mề đay của Salazar Slytherin. Ngay lúc đó, đám Âm binh ở dưới hồ ngoi lên tấn công cậu. Nhưng cụ Dumbledore đã kịp bình phục, tiêu diệt bọn chúng và cùng Harry quay trở lại Hogwarts.
Cả hai đáp xuống Tháp Thiên Văn. Cụ Dumbledore bảo Harry đi tìm Snape nhưng lại nghe thấy tiếng bước chân nên liền bảo cậu trốn xuống tầng dưới. Tiếng bước chân đó là Draco. Nó vung đũa lên định giết cụ, nhưng lại ngập ngừng, hét lên trong đau khổ rằng nếu nó không giết cụ, Chúa tể Hắc ám sẽ giết cả nhà nó. Đây chính là nhiệm vụ Voldemort giao cho Draco hòng trừng phạt cho thất bại của Lucius. Draco thường trốn học vào Phòng Yêu Cầu để sửa chiếc Tủ Biến Mất, đưa hàng tá Tử thần Thực tử vào trường thông qua chiếc tủ khác tại Borgins & Burkes. Chính nó cũng đưa chiếc vòng bị nguyền cho Katie Bell khiến cô bé rơi vào trạng thái bị vong nhập và đầu độc chai rượu của thầy Slughorn khiến Ron suýt mất mạng. Snape xuất hiện bên cạnh Draco. Cụ Dumbledore nói "Làm ơn" và Snape lập tức niệm Lời Nguyền Chết Chóc khiến cụ mất mạng. Sau đó Snape, Draco cùng các Tử thần Thực tử rời trường. Harry đuổi theo, dùng câu thần chú "Sectumsempra" nhưng bị Snape phản ngược. Ông ta tiết lộ mình chính là Hoàng Tử Lai, là người tạo ra câu thần chú mà cậu vừa dùng.
Harry trở về và thấy mọi người thương tiếc cho cụ Dumbledore. Giáo sư McGonagall an ủi Harry, muốn cậu mở lòng với bà nhưng Harry từ chối. Gặp lại những người bạn, Harry cho biết Trường Sinh Linh Giá mà cậu lấy được là giả. Chiếc mề đay thật đã bị ai đó có bí danh R.A.B lấy đi, và người đó cũng đang tìm cách tiêu diệt Voldemort. Harry cũng bảo cậu sẽ không học năm cuối mà sẽ đi tìm và phá hủy Trường Sinh Linh Giá. Ron và Hermione nói rằng họ sẽ luôn ở bên cậu.

## Các bản in
Hãng Bloomsbury (Anh, Canada, Úc):
- ISBN 0-7475-8108-8 Bìa cứng
- ISBN 0-7475-8110-X Bìa cứng (Bản dành cho người lớn)

Hãng Raincoast (Canada):
- ISBN 1-55192-756-X Bìa cứng
- ISBN 1-55192-760-8 Bìa cứng (Bản dành cho người lớn)
- ISBN 0-7475-8152-5 Bìa cứng (Bản in chữ lớn)

Hãng Scholastic (Mỹ):
- ISBN 0-439-78454-9 Bìa cứng
- ISBN 0-439-79132-4 Bản đẹp, đắt tiền